# Give Me Forty Acres (To Turn This Rig Around)
Give Me Forty Acres (To Turn This Rig Around) ist ein Country-Song der Willis Brothers aus dem Jahr 1964.

## Veröffentlichung
Die Aufnahme erschien als erste Singleauskopplung des gleichnamigen Albums Give Me Forty Acres bei Starday mit dem Titel Gonna Buy Me A Juke Box auf der B–Seite.

## Text
Der Titel handelt von einem Trucker, der mit seinem Laster während der Fahrt nach Boston falsch in eine Einbahnstraße fährt. Als die Polizei ihn anhält benutzt er die Ausrede vierzig Acres Platz zum Wenden zu benötigen. Das gleiche Problem stellt sich beim Ausladen, hier parkt er verkehrt herum und bei der Heimfahrt, wo er versehentlich nach Norden statt nach Alabama fährt. Als er schließlich die Ausfahrt verpasst da es ihm nicht gelingt sich auf die korrekte Fahrspur einzureihen, beginnt er zu weinen und wünscht sich vierzig Stangen Dynamit um den Truck in die Luft zu sprengen.

## Charterfolge
Der Titel erreichte Platz 9 der Billboard Hot Country Singles und blieb 20 Wochen in den Charts. In den Kanadischen Country Charts erreichte der Song Platz 1.

## Coverversionen
Das Stück wurde von einigen Künstlern wie Autry Inman (1964), Red Simpson (1966), Jim & Jesse (1967), Dick Curless (1976), Dave Dudley (1980), Boxcar Willie (1991) und David Allan Coe (1995) gecovert. Die Plattform secondhandsongs.com verzeichnete im Mai 2023 14 Versionen des Liedes.